# Liu Jun (Badminton)
Liu Jun (chinesisch 劉 軍; * 9. November 1968) ist ein ehemaliger Badmintonspieler aus der Volksrepublik China.
Liu Jun nahm am Einzel-Wettbewerb der Olympischen Spiele 1992 teil. Nach einem Freilos in der ersten Runde und schlug er in der zweiten Runde Pontus Jäntti aus Finnland. Im Achtelfinale unterlag er dem Dänen Thomas Stuer-Lauridsen knapp in drei Sätzen.
Jun war als ein Mitfavorit ins Olympiarennen gegangen, da er zuvor die prestigeträchtigen All England gegen Landsmann Zhao Jianhua gewonnen hatte und sich auch bei der Badminton-Weltmeisterschaft 1991 Bronze erkämpfen konnte. 1991 war er ebenfalls bei den Hong Kong Open und den Finnish International erfolgreich. 1990 konnte er die Swedish Open für sich entscheiden.